# Budesonida
Budesonida é um esteroide glicocorticoide, usado no tratamento de asma, rinite não infecciosa (incluído febre dos fenos) e no tratamento e prevenção de pólipos nasais. Além disso, é usado para a doença de Crohn (Doença inflamatória intestinal). Existe na forma comprimido, spray nasal, solução para nebulização.
Está na Lista de Medicamentos Essenciais da Organização Mundial de Saúde, uma lista dos medicamentos mais importantes e necessários em um sistema básico de saúde.

## Estereoquímica
| Budesonida (Dois estereoisómeros) | Budesonida (Dois estereoisómeros) |
| --------------------------------- | --------------------------------- |
| Configuração 22R                  | Configuração 22S                  |

## Uso
O spray nasal deve ser sacudido bem antes de cada uso. Lavar o nariz antes de usar. Se não for usado por mais de 2 dias, pressionar até sair o primeiro jato de líquido, antes de usar (serve apenas para verificar que sai em quantidade suficiente). Deve-se usá-lo todos os dias para obter o melhor resultado. No tratamento da asma, adultos podem usar de 200 a 400mcg duas vezes por dia por inalação oral. Crianças de 6 a 12 anos podem usar 200 mcg duas vezes por dia por inalação oral. A dose máxima para maiores de 6 anos é 400 mcg, o que equivale a duas inalações por dia. A dose eficaz mais baixa é diminuída quando se consegue estabilizar a asma.

## Indicações
É usado para tratar:
- Asma crônica
- Rinite alérgica
- Laringotraqueobronquite (Crupe)
- Doença de Crohn (como imunossupressor)

## Contraindicações
Não serve na crise asmática, nesse caso use um broncodilatador do tipo agonista adrenérgico beta-2 de ação rápida como salbutamol ou fenoterol. Não deve ser usado por pacientes com herpes simplex, tuberculose, varicela, sarampo ou outra infecção respiratória ativa, pois pode esconder os sintomas e reativá-las . 

## Farmacocinética
Pode ser usada por via nasal ou nebulização. Budesonida é extensivamente metabolizada por mecanismos de primeiro passo, apenas 6 a 20% da dose chega a circulação sistêmica. Demora de 1 a 2 semanas de uso diário para atingir seu máximo efeito. A meia-vida é de 2 a 4h. Excretada em fezes e urina.
Categoria B ou C na gravidez, dependendo do país, pois existem evidências que faz mal a animais, mas não parece fazer mal a humanos. Se excreta em leite materno.

## Farmacodinâmica
É eficaz entre o íleo e cólon terminal. Budesonida, comparativamente a prednisolona, causa menos perda de densidade óssea e ao contrário de outros corticosteroides tem pouca influência sobre o eixo hipotálamo-hipófise-adrenal. Geralmente tem pouco efeito sobre as manifestações sistêmicas em comparação com outros medicamentos semelhantes.

## Efeitos adversos
A forma inalada pode causar:
- Irritação nasal ou queimação
- Sangramento ou abrasões narinas.
- Dor de estômago
- Tosse
- Rouquidão
- Boca seca
- Erupção cutânea
- Coceira
- Gosto ruim na boca
- Alterações de cor do muco
- Dor muscular
- Acne

Pode diminuir o crescimento de crianças e adolescentes.
Deve-se tomar cuidado ao trocar um esteroide oral (por exemplo, prednisona) pelo spray de budesonida. Pode levar vários meses para que seu corpo naturalmente produza esteroides o suficiente para lidar com eventos que causam muito estresse físico (lesão, cirurgia, infecção, grande perda de sangue ou súbito ataque de asma). Estes eventos podem ser grave ou até fatais. Volte a tomar um esteroide oral no caso desses eventos.

## Investigação
Em abril de 2021, uma equipe de pesquisa da Universidade de Oxford lançou a pré-publicação de um estudo clínico randomizado contralado com a utilização de budesonida em pessoas acima dos 50 anos de idade com sintomas de COVID-19, com resultados preliminares positivos. Os resultados finais do estudo devem ser publicadas no final do mês. Em 12 de abril de 2021, o Serviço Nacional de Saúde do Reino Unido permitiu o uso de budesonida por clínicos gerais para o tratamento de alguns pacientes com COVID-19, destacando a necessidade de uma análise para cada caso.